# Scott Glenn
Theodore Scott Glenn (Pittsburgh, Pensilvania; 26 de enero de 1941), conocido como Scott Glenn, es un actor de carácter del cine estadounidense. Ha trabajado en películas como Silverado, Apocalypse Now, The Silence of the Lambs, La caza del Octubre Rojo, El ultimátum de Bourne o Training Day, entre las más destacadas.

## Biografía
Creció en Appalachia y tiene ancestros irlandeses y amerindios. Scott Glenn nació un 26 de enero de 1941 en Pittsburgh (Estados Unidos). Hijo de un hombre de negocios y de un ama de casa, su infancia fue todo lo contrario a lo que desearía cualquier niño. Postrado en cama durante varios años por una enfermedad, todos los pronósticos de los médicos señalaban que arrastraría una pronunciada cojera durante el resto de su vida. En vez de caer en el desánimo, él y su familia decidieron que acudiría a programas intensivos de rehabilitación para superar ese problema. No sólo logró eliminar su cojera, sino que incluso se aficionó a las artes marciales.
Tras pasar con suficiencia su adolescencia académica, entró en la Universidad de William & Mary para especializarse en su propio idioma, el inglés. Libremente pasaría después tres años en el ejército, donde también hizo de reportero para un pequeño diario. Las habilidades adquiridas con la pluma le llevaron a intentar centrarse en ser escritor, pero le faltaba formación para desempeñar tal profesión con destreza. Y ahí justamente fue cuando descubrió su vocación por la interpretación, ya que decidió dar clases de actuación para mejorar y entender cómo hacer los diálogos para sus textos.
Además, se mudó a Nueva York en 1966 para unirse a las clases de George Morrison y dos años después, al Actor's Studio. Entonces los papeles empezaron a llegar poco a poco, tanto en el teatro profesional como en la televisión. Debutó en Broadway en 1965, con la obra The Impossible Years. Tras aparecer en varias producciones de Broadway, pasó a la gran pantalla con títulos como Un bebé para mi esposa (1970) o Fortune & Men's Eyes (1971). Intentando escalar posiciones, se mudó a Los Ángeles, pero su paso por allí no resultó tan satisfactorio como esperaba.
Obtuvo pequeños papeles en cintas como el drama musical y oscarizado Nashville (1975) y el western Cuando ella se vino del valle (1979), e incluso Francis Ford Coppola le dio la oportunidad de intervenir en uno de esos clásicos perennes del cine como es Apocalypse Now (1979). Sin embargo, una mezcla de circunstancias personales y profesionales hizo que Glenn se tomase un año sabático en Idaho, donde hizo de todo menos actuar.
Pero ese retiro dorado le duró poco, porque James Bridges volvió a llamar a su puerta como ya había hecho en Un bebé para mi esposa. Gracias a la comedia romántica Cowboy de ciudad (1980), donde compartía reparto con John Travolta y Debra Winger, consiguió ser un rostro más reconocible para el gran público. Gracias a ello se lo pudo ver en Personal Best (1981) o en el drama de acción El reto del samurái (1982). Trabajó luego en las nominadas a los Óscar Cuando el río crece (1984) y en otro western taquillero, Silverado, con Kevin Kline y Kevin Costner (1985), así como en Elegidos para la gloria (1983), una película multipremiada sobre la carrera espacial estadounidense en los años 60 que consiguió hacerse con un total de cuatro estatuillas.
La década de los ochenta fue para Glenn un período de esplendor que se prolongaría durante la década siguiente. Primero, La caza del octubre rojo (1990) le dio la oportunidad de estar en otra película nominada hasta la saciedad a premios de la Academia. A fin de cuentas, no todo el mundo puede decir que ha participado en uno de los thrillers policíacos más destacados de toda esa década como es The Silence of the Lambs (1991), donde era el jefe del personaje de Jodie Foster. Y en tercer lugar, su paso por Backdraft (1991) supuso una clara muestra de que producción en la que actuaba, producción que triunfaba en taquilla. Incluso un “cameo” en la sátira El juego de Hollywood (1992) puso de relieve esta idílica situación. 
Durante los noventa iría alternando diferentes roles en diferentes películas, y hasta 1996 y 1997 no encontraría otro par de papeles destacables. Esta vez sería gracias al drama bélico En honor a la verdad (1996), y a Poder absoluto (1996), dirigida por Clint Eastwood. Comenzando el nuevo milenio actuó en el film sobre alpinismo Límite vertical (2000). En 2001 tendría su espacio en el thriller de corrupción y desenfreno Training Day, que fue galardonado y alabado por la crítica, junto a Denzel Washington y Ethan Hawke, así como en la comedia negra Buffalo Soldiers (2001), también en la previsible crítica social que se hace en El lado oscuro de la noche (2006) o en la comedia independiente Camille (2007).  Glenn en esa época se encasilló en encarnar roles de personajes de poder.
La CIA le llamó a filas para ser su director en la cinta de acción y espionaje El ultimátum de Bourne (2007) y en su secuela El legado de Bourne (2012). Ese papel cercano a las fuerzas del orden lo volvió a encarnar en W. (2008), cuando interpretó a Donald Rumsfeld, secretario de Defensa de Estados Unidos. Algunas de las últimas cintas donde ha aparecido son Secretariat (2010), donde comparte créditos con Diane Lane y John Malkovich; y The Paperboy (2012), drama situado en el sur de los Estados Unidos en los años 1960.
Aparte de su faceta más cinematográfica, Glenn ha actuado en telefilmes como Desaparece pero no se olvida (2005) o Code Breakers (2005); además de ser uno de los testimonios que aparecen en documentales como Los mayores villanos de Hollywood (2005) o Backdraft: The Explosive Stunts (2006).
En lo que respecta a su vida personal, se casó con Carol Schwartz en 1967, hace ya más de 40 años. Con ella ha tenido dos hijas. Toda la familia siempre ha estado muy involucrada en tareas benéficas, como las actividades que organizan junto a la fundación naval Special Warfare o las ayudas que prestan a las víctimas de las guerras navales.

## Filmografía

### Cine y televisión
- Bad Monkey (serie de televisión) (2024)
- The Hill (2023)
- Greenland (2020)
- Castle Rock (serie de televisión) (2018)
- The Defenders (serie de televisión) (2017)
- The Leftovers (serie de televisión) (2015-2016)
- Daredevil (serie de televisión) (2015-2016)
- The Barber (2014)
- The Bourne Legacy (2012)
- The Paperboy (2012)
- Sucker Punch (2011)
- W. (2008)
- The Bourne Ultimatum (2007)
- Camille (2007)
- Freedom Writers (2007)
- Puerto Vallarta Squeeze (2004)
- The Shipping News (2001)
- Buffalo Soldiers (2001)
- Training Day (2001)
- Límite vertical (2000)
- Las vírgenes suicidas (1999)
- Lesser Prophets (1997)
- Absolute Power (1997)
- Bullet (1996)
- La canción de Carla (1996)
- Courage Under Fire (1996)
- Night of the Running Man (1994)
- Slaughter of the Innocents (1993)
- Justicia extrema (1993)
- Backdraft (1991)
- My Heroes Have Always Been Cowboys (1991)
- The Silence of the Lambs (1991)
- The Hunt for Red October (1990)
- Miss Firecracker (1989)
- Saigón (1988)
- Man On Fire (1987)
- Silverado (1985)
- The River (1984)
- The Keep (1983)
- The Right Stuff (1983)
- Personal Best (1982)
- The Challenge (1982)
- Urban Cowboy (1980)
- More American Graffiti (1979)
- Apocalypse Now (1979)